# Mahau Suguimati
Mahau Camargo Suguimati (ur. 13 listopada 1984 w São Miguel do Araguaia) – brazylijski lekkoatleta specjalizujący się w biegu na 400 metrów przez płotki, uczestnik igrzysk olimpijskich. Do końca 2006 roku reprezentował Japonię.
W 2007 zajął 7. miejsce na igrzyskach panamerykańskich w Rio de Janeiro. Rok później zdobył złoto mistrzostw ibero-amerykańskich oraz reprezentował Brazylię na igrzyskach olimpijskich w Pekinie. Czwarty zawodnik mistrzostw Ameryki Południowej (2009). Rok później sięgnął po brąz ibero-amerykańskiego czempionatu w San Fernando. W 2011 został wicemistrzem Ameryki Południowej, dotarł do półfinału mistrzostw świata w Daegu oraz zajął 5. miejsce na igrzyskach panamerykańskich. W 2013 zdobył złoto mistrzostw Ameryki Południowej. W 2014 sięgnął po swój drugi brązowy medal mistrzostw ibero-amerykańskich.
Wielokrotny mistrz Brazylii. Stawał na podium mistrzostw Japonii.
Rekord życiowy w biegu na 400 metrów przez płotki: 48,67 (3 października 2009, Niigata).

## Osiągnięcia
| Rok  | Impreza                         | Miejsce             | Konkurencja                | Lokata     | Wynik   |
| ---- | ------------------------------- | ------------------- | -------------------------- | ---------- | ------- |
| 2007 | Igrzyska panamerykańskie        | Rio de Janeiro      | bieg na 400 m przez płotki | 7. miejsce | 49,63   |
| 2008 | Mistrzostwa ibero-amerykańskie  | Iquique             | bieg na 400 m przez płotki | 1. miejsce | 50,07   |
| 2008 | Igrzyska olimpijskie            | Pekin               | bieg na 400 m przez płotki | półfinał   | 50,16   |
| 2009 | Mistrzostwa Ameryki Południowej | Lima                | bieg na 400 m przez płotki | 4. miejsce | 51,50   |
| 2009 | Mistrzostwa świata              | Berlin              | bieg na 400 m przez płotki | eliminacje | 51,05   |
| 2010 | Mistrzostwa ibero-amerykańskie  | San Fernando        | bieg na 400 m przez płotki | 3. miejsce | 49,87   |
| 2011 | Mistrzostwa Ameryki Południowej | Buenos Aires        | bieg na 400 m przez płotki | 2. miejsce | 51,11   |
| 2011 | Mistrzostwa świata              | Daegu               | bieg na 400 m przez płotki | półfinał   | 50,89   |
| 2011 | Igrzyska panamerykańskie        | Guadalajara         | bieg na 400 m przez płotki | 5. miejsce | 49,61   |
| 2013 | Mistrzostwa Ameryki Południowej | Cartagena de Indias | bieg na 400 m przez płotki | 1. miejsce | 49,86   |
| 2013 | Mistrzostwa świata              | Moskwa              | bieg na 400 m przez płotki | półfinał   | 50,27   |
| 2014 | Mistrzostwa ibero-amerykańskie  | São Paulo           | bieg na 400 m przez płotki | 3. miejsce | 49,99   |
| 2015 | Igrzyska panamerykańskie        | Toronto             | bieg na 400 m przez płotki | 8. miejsce | 49,68   |
| 2016 | Igrzyska olimpijskie            | Rio de Janeiro      | bieg na 400 m przez płotki | półfinał   | 49,77   |
| 2019 | Mistrzostwa Ameryki Południowej | Lima                | bieg na 400 m przez płotki | 5. miejsce | 51,17   |
| 2019 | Mistrzostwa Ameryki Południowej | Lima                | sztafeta 4 × 400 m         | 2. miejsce | 3:04,13 |
| 2021 | Mistrzostwa Ameryki Południowej | Guayaquil           | bieg na 400 m przez płotki | 1. miejsce | 51,25   |
| 2022 | Mistrzostwa ibero-amerykańskie  | La Nucia            | bieg na 400 m przez płotki | 7. miejsce | 52,90   |
| 2022 | Mistrzostwa ibero-amerykańskie  | La Nucia            | bieg na 400 m przez płotki | 3. miejsce | 49,99   |
| 2022 | Mistrzostwa świata              | Eugene              | bieg na 400 m przez płotki | eliminacje | 52,43   |